# IC 2910
IC 2910 — галактика типу S0-a (спіральна галактика) у сузір'ї Чаша.
Цей об'єкт міститься в оригінальній редакції індексного каталогу.